# Норвежский театр (Осло)
Норвежский театр (норв. Det Norske Teatret) — театр в Осло, который ставит пьесы, написанные или переведённые на нюнорский диалект норвежского языка.
Помимо обычных пьес театр также предоставляет цифровые программы своих выступлений стоимостью от 0 до 30 крон.

## История
Театр был основан 22 ноября 1912 года по инициативе Хульды Гарборг и Эдварда Драблеса. Он открылся в 1913 году, гастролируя с двумя пьесами: «Эрвинген» Ивара Аасена и «Рациельт Фьесстелл» Хульды Гарборг.
Первым официальным представлением театра стала комедия Людвига Холберга «Йеппе по бергет», среди зрителей которой были король Норвегии Хокон VII и премьер-министр Норвегии. Хульда Гарборг была первым управляющим советом директоров, а Расмус Расмуссен — первым театральным режиссером. После чего сменилось множество режиссёров.
В первые десятилетия театр подвергался резкой критике, но с середины 1930-х годов зарекомендовал себя как второй национальный театр в стране.
Во время немецкой оккупации Норвегии, с 1942 по 1945 гг; режиссёром была Калли Монрад — певица, вступившая в фашистскую партию Национальное единение. На это общественность ответила бойкотом театра.
В 1979 году театр получил премию Spellemannprisen за музыкальную пьесу «Så lenge skuta kan gå».
Пять пьес Юна Фоссе были впервые поставлены в этом театре.
С 2011 года театральным режиссёром является Эрик Ульфсби.

## Ранний репертуар

### 1913
«Эрвинген» Ивара Аасена и «Рациельт фьесстелл» Хульды Гарборг были сыграны в первый гастрольный день театра в Кристиансанне 2 января 1913 года. По этому случаю также был прочитан пролог, написанный Андерсом Ховденом. «Бьёрнефьелл» Олава Хопрекстада был сыгран на следующий день. Пьеса «Йеппе по Бергет» Людвига Хольберга была сыграна в Вольде в феврале. В ноябре 1913 года театр поставил «Монаха» Хопрекстада и две пьесы Густава Гейерстама, Ларса-Андерса и Яна-Андерса.

### 1914
В 1914 году театр поставил комедию Мольера «Одураченный муж», «Леррен» Арне Гарборга, «Унген» Оскара Браатена (в Ставангере), «Гамлеландет» Сигурда Эльдегарда и «Тириханс» Хульды Гарборг.